# Gare de Castelnaudary
La gare de Castelnaudary est une gare ferroviaire française, de la ligne de Bordeaux-Saint-Jean à Sète-Ville, située à proximité du centre-ville de Castelnaudary, dans le département de l'Aude, en région Occitanie.
Elle est mise en service en 1857, par la Compagnie des chemins de fer du Midi et du Canal latéral à la Garonne (Midi).
C'est une gare de la Société nationale des chemins de fer français (SNCF), desservie par des trains TER Occitanie.

## Situation ferroviaire
Établie à 165 mètres d'altitude, la gare de Castelnaudary est située au point kilométrique (PK) 311,196 de la ligne de Bordeaux-Saint-Jean à Sète-Ville, entre les gares ouvertes de Villefranche-de-Lauragais et de Bram.
Ancienne gare de bifurcation, elle est l'origine de la ligne de Castelnaudary à Rodez, avant la gare de Soupex (fermée). La section à voie unique de Castelnaudary à Revel - Sorèze n'est exploitée que pour la desserte d'une installation terminale embranchée (ITE), la section suivante est déclassée.

## Histoire
La station de Castelnaudary, située au sud de la ville, est officiellement mise en service le 22 avril 1857 par la Compagnie des chemins de fer du Midi et du Canal latéral à la Garonne (Midi), lorsqu'elle ouvre à l'exploitation la section de Toulouse à Cette dernière partie de sa ligne de Bordeaux à Cette,. Elle dispose alors d'un bâtiment provisoire.
En 1862, Castelnaudary es la 54e station de la ligne de Bordeaux à Cette, elle dispose de voitures de correspondances pour Castres, Dourgne, Mirepoix, Revel, Sorèze et Soual. La ville est un chef-lieu d'arrondissement du département de l'Aude et compte 9 584 habitants.
Castelnaudary devient une gare de bifurcation le 16 avril 1865, lorsque la Compagnie du Midi ouvre à l'exploitation l'embranchement de Castelnaudary à Castres.
La recette brute de la gare pour 1873 est de 338 649 francs et pour 1874 de 321 714 fr qui se répartissent : Voyageurs 151 821 fr, Transports Grande Vitesse 221 fr et transports Petite Vitesse 145 441 fr. En 1877, la Compagnie débute des travaux d'agrandissement autorisés par, la pose de deux nouvelles voies sur le côté droit de la gare, le début d'un chantier de canalisations d'eau pour l'alimentation des locomotives et l'agrandissement de la « chaufferetteries » afin d'avoir la possibilité de mettre du chauffage dans les voitures de toutes les classes. Le projet d'éclairage au gaz de la gare, estimé à 12 700 francs et approuvé par la décision ministériel du 18 octobre 1884, est réalisé.

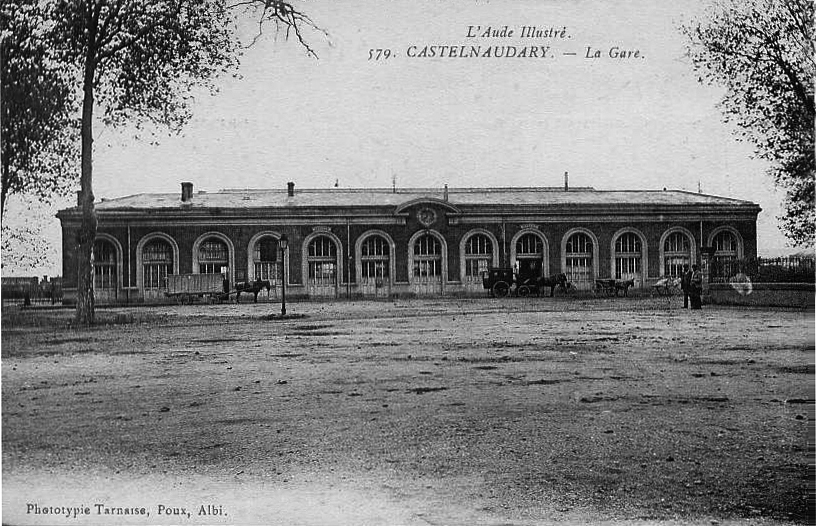
Le bâtiment de 1885, vu vers 1900.

Le premier bâtiment en dur de la gare est construit en 1885 (voir photo ci-contre).
Au début des années 1900, la Compagnie des tramways à vapeur de l'Aude crée une gare de jonction à Castelnaudary. La ligne des tramways de l'Aude franchit la ligne de la compagnie du Midi par un passage à niveau jusqu'à la fermeture du réseau au début des années 1930.
Pour le trafic des voyageurs, la gare redevient une simple gare de passage lors de la fermeture de ce trafic sur la section de Castelnaudary à Castres le 15 mai 1939. Néanmoins la desserte par des trains mixtes, voyageurs et marchandises, est rétablie pendant la période de le Seconde Guerre mondiale du fait des difficultés à assurer une desserte routière.
Le 20 août 1944, l'armée allemande en retraite fait sauter, avant son départ, une partie des installations et notamment le bâtiment voyageurs. Une gare provisoire en bois précéda la reconstruction du bâtiment principal après la fin du conflit.
Au début des années 2000, la région considère que la gare dispose d'une situation géographique lui confèrent un rôle interrégionale majeur et qu'il faut donc améliorer ses services ferroviaires. Cela débute par une réhabilitation du bâtiment par des travaux, d'un coût de 350 000 euros, réalisés en 2007-2008. Cela se poursuit par l'ouverture en 2002 du chantier pour l'aménagement de la gare et son environnement en « pôle d'échange multimodal » pour faciliter la hausse de sa fréquentation que doit apporter le cadencement des dessertes TER. les travaux concernent le réaménagement, des accès, du parking et des arrêts de bus et le chantier est complété par la création d'un parc à vélos et l'installation de bornes de recharge pour les voitures électriques. L'inauguration a lieu le 25 novembre 2013,.
En 2014, c'est une gare voyageur d'intérêt régional (catégorie B : la fréquentation est supérieure ou égale à 100 000 voyageurs par an de 2010 à 2011), qui dispose de trois quais (dont deux centraux), deux abris, un souterrain et une traversée de voie à niveau par le public (TVP).
En 2014, selon les estimations de la SNCF, la fréquentation annuelle de la gare est de 285 825 voyageurs.

## Fréquentation
De 2015 à 2023, selon les estimations de la SNCF, la fréquentation annuelle de la gare s'élève aux nombres indiqués dans le tableau ci-dessous :
| Année                      | 2015    | 2016    | 2017    | 2018    | 2019    | 2020    | 2021    | 2022    | 2023    |
| -------------------------- | ------- | ------- | ------- | ------- | ------- | ------- | ------- | ------- | ------- |
| Voyageurs seuls            | 294 644 | 298 324 | 307 949 | 247 301 | 281 801 | 207 782 | 278 907 | 347 787 | 399 458 |
| Voyageurs et non voyageurs | 368 305 | 37 205  | 384 937 | 309 127 | 352 252 | 259 728 | 348 633 | 434 734 | 499 323 |

## Service des voyageurs

### Accueil
Gare SNCF, elle dispose d'un bâtiment voyageurs, avec guichet, ouvert tous les jours. Elle est équipée d'automates pour l'achat de titres de transport TER. C'est une gare « Accès Plus » disposant d'aménagements et services pour les personnes à la mobilité réduite.
Un passage souterrain permet la traversée des voies et l'accès aux quais.

### Desserte
Castelnaudary est une gare voyageurs de la SNCF du réseau TER Occitanie. Elle est desservie par des trains express régionaux qui circulent entre Toulouse-Matabiau, Castelnaudary, Carcassonne ou Narbonne, voire au-delà (Perpignan, Cerbère et Portbou, ou Nîmes). Un train par heure dessert la gare dans chaque sens, voire deux aux heures de pointe (le matin en direction de Toulouse, le soir en provenance). 

### Intermodalité
Un parking pour les véhicules y est aménagé. Elle est desservie par des bus urbains. La gare est desservie par les lignes 413 et 414 du réseau liO.

## Service des marchandises
Castelnaudary est une gare Fret SNCF, code 615039, ouverte seulement aux « trains massifs ».

## Patrimoine ferroviaire
Le site de la gare comprend plusieurs édifices anciens dus à la Compagnie du Midi : une halle à marchandises, une ancienne remise pour le matériel roulant et un château d'eau utilisé pour les Locomotives à vapeur jusqu'en 1935. Le bâtiment voyageurs actuel est une reconstruction vers 1950 de l'édifice de 1885, détruit en 1944 par les Allemands lors de leur retraite.